# 무성 권설 파열음
무성 권설 파열음(無聲捲舌破裂音)은 자음의 하나로 치조후에서 혀끝을 말아 만드는 무성 파열음이다.

## 특징
- 조음 방법은 조음기관 내의 공기의 흐름을 차단하여 만드는 파열음이다.

## 발음의 예
- 노르웨이어, 스웨덴어: rt에서 이런 소리가 난다.
- 시칠리아어: r 앞의 t에서 이런 소리가 난다.
- 자와어: th에서 이 소리가 난다.
- 몽어: r에서 이 소리가 난다.